# 曼聯足球俱樂部歷史
曼彻斯特聯（Manchester United Football Club）不但是英格蘭歷史最悠久的足球會之一，並且是英格蘭足球歷史上最重要及成功的球會。前身為於1878年成立的「紐頓希夫LYR」，直到1902年改名為「曼徹斯特聯」。曼聯為英格蘭足球同盟及英格蘭超級聯賽的始創成員，歷史上共奪得20個頂級聯賽冠軍，其中包括13個英格蘭超級聯賽冠軍。1958年球隊遇上慕尼黑空難，導致隊中多名球員喪生，但其後由畢樹比爵士重建球隊，並且1968年首次奪得歐冠盃冠軍。1992年英超成立後，在主帅費格遜爵士的率领下，球隊開始踏入黃金期，多次登上英超聯賽冠軍寶座，1999年更創下三冠王（聯賽，足總盃，歐洲冠軍聯賽冠軍）的佳績。

## 曼聯大事年表
| 年 份         | 事 項                                                                                                |
| ------------- | --- |
| 1878年        | 曼聯前身紐頓希夫LYR成立                                                                              |
| 1889年        | 首次參加全國聯賽－英格蘭足球同盟                                                                     |
| 1902年        | 紐頓希夫改名為曼徹斯特聯                                                                             |
| 1908年        | 奪得首個甲組頂級聯賽冠軍                                                                             |
| 1910年        | 老特拉福德球場正式啟用                                                                               |
|               | |
| 1927年        | 曼聯的會長亨利·戴維斯逝世                                                                            |
|               | |
| 1958年2月6日  | 慕尼黑空难－曼聯由南斯拉夫回國途經德國慕尼黑時發生空難，七名曼聯球員喪生。                           |
| 1968年        | 首次問鼎歐洲冠軍球會盃，是首支英格蘭球隊獲得歐洲最高榮譽。                                           |
|               | |
|               | |
|               | |
|               | |
| 1999年        | 先後奪得聯賽、足總盃和歐聯冠軍，成為「三冠王」。                                                     |
| 2008年5月21日 | 繼1999年後再次晉身歐聯決賽，第三次奪得歐聯冠軍。                                                     |
| 2011年        | 奪得第12個英格蘭超級聯賽冠軍，亦是曼聯第19個頂級聯賽冠軍，創下英格蘭球會頂級聯賽奪冠次數最多之紀錄。 |
| 2025年3月     | 官方宣布興建新主場館，預計5年後落成。                                                                |

## 早年時期（1878年至1945年）

### 起源
曼联的前身成立于1878年的兰开郡和约克郡铁路公司（Lancashire and Yorkshire Railway Company）铁路客货车工場的工人请求他们的雇主许可和赞助他们建立一支足球队。请求被答应，于是紐頓希夫LYR成立了。他们的球场在北路（North Road）上。 
最初他们和他们自己公司的或其他公司的铁路工人球队比赛。1885年，他们参加了曼彻斯特杯比赛，并打到决赛。第二年，他们夺得了冠军。

### 嶄露頭角
尽管紐頓希夫LYR还不能参加足球联賽（Football League），但他们已经快速的超越当地球队。1888年，他们在主场保持10个月不败。不过，城际足球的概念流行了起来。在1889年，包括紐頓希夫LYR在内的12家俱乐部成立了足球同盟（The Football Alliance）。他们取得第八。
翌年，紐頓希夫LYR开始切断他们的铁路关系，在他们的官方名字中去掉LYR字样。但两者密切关系还是保留了下来，虽然他们不再由LYR主办，但许多球员还是LYR的雇员。
1892年是紐頓希夫成功的一年，他们仅次于諾定咸森林位列第二，整个赛季只输了三场球。当年，英国足球联赛扩大而且并入足球联盟，分成两级。诺丁汉森林和紐頓希夫被邀请参加足球联盟甲级联赛。他们排名垫底，在鄰選赛中击败乙级联赛冠军小（Small Heath）才保住他们的甲级联赛席位。1893年，球队把主场搬到克莱顿（Clayton）的銀行街（Bank Street）。而翌年的聯賽成績令人失望，他们再一次要参加鄰選赛。这次他们0-2不敌利物浦而被迫降入乙組。

### 面臨破產
球隊陷入了嚴重經濟困境，直接影響球隊在比賽上的成績，1901年只得到第10名，加上入座率下降及債台高築，球會決定舉行一連4日的義賣活動來籌集資金。而義賣活動中一隻較為吸引的聖班納犬，在活動結束後逃脫，幸好得到當地一名釀酒廠老闆亨利·戴維斯（John Henry Davies）將狗隻尋回，因而認識當時隊長史達福（Harry Stafford），戴維斯得知球隊的困境，因此他以2,000英磅注資球隊。
亨利·戴維斯成為球會會長，在1902年4月28日，他將球會改名曼徹斯特聯足球會（Manchester United Football Club），之前曾經考慮探用曼徹斯特些路迪（Manchester Celtic）和曼徹斯特中央（Manchester Central）的名字，球衣就改為紅衫白褲。
1903年聘用球隊第一位真正領隊——晏尼斯·文拿爾（J. Ernest Mangnall）。在他的領導之下，在乙組聯賽取得第三名，其後在1904年9月至1905年2月創下連續18場聯賽不敗紀錄。
文拿爾創造球隊第一個成功的球季後作出多個收購，包括譽為「威爾斯魔術師」的翼鋒比利·梅瑞迪斯（Billy Meredith），1906年他協助打入足總盃半準決賽，是當時一位最頂尖的邊鋒球員。同年以乙組第二名完成聯賽，得以參加頂級甲組聯賽。
升班後文拿爾為了增強球隊實力而作出多名收購，其中Herbert Burgess，辛迪·湯布爾（Sandy Turnbull）及Jimmy Bannister因為在曼城一同牽入一宗受賄的醜聞而被迫賣給曼聯，其後憑這些球員在1908年奪得第一個甲組頂級聯賽冠軍，之後4-0擊敗昆士柏流浪初奪慈善盾。一年後，辛迪·湯布爾（Sandy Turnbull）的入球令球隊首次奪得足總盃而比利·梅里迪夫成為最佳球員。

### 老特拉福德球場
1909年曼聯經過球會首個高鋒時，會長戴維斯希望球隊能夠在規模較大的球場進行比賽，因此會長為興建球場而自掏腰包60,000英磅，經過2年時間，老特拉福德球場正式建成及啟用，首場賽事於1910年2月19日舉行，並以4-3擊敗對手利物浦。
文拿爾的帶領下令曼聯的成績一直驕人，不但奪得慈善盾及足總盃，而且在1911年勇奪首個聯賽冠軍。同年再次取得慈善盾冠軍，可惜奪得這項錦標後，文拿爾於一年後離開曼聯加盟同市球會曼城，而球隊自從開始就踏入黑暗期。聯賽協會主席賓尼（John J Bentley）成為新任領隊，雖然首季聯賽取得第四名的不俗的成績，但他在1914年轉任為球會秘書，由約翰·莊臣（John Robson）取代其職位。新領隊不但沒有為球隊帶來新衝激，而且成績每況愈下，主將老去難免接受失敗，其後隊中球員先後被到其他球會，年青球員表現未如理想，每季差勁的成績令球迷再次失望。但最嚴重的事情就是第一次世界大戰爆發，全國聯賽因而被迫暫停，而隊中球員辛迪·湯布爾因為參軍而在法國的戰役中戰死沙場。

### 战间期
第一次世界大戰結束後，於1919年8月30日全國聯賽得以重開，但曼聯在大戰後已經人面全非，球隊只餘下2名戰前球員，其中一位是比利·梅里迪夫，他雖然繼續帶領球隊，但他已經年事已高，最終聯賽只能排名第12名。1921/1922年球季，約翰·卓文（John Chapman）接替約翰·莊臣成為領隊；而梅里迪夫決定跟隨前領隊文拿爾轉投曼城而令成績再一步下跌，42場只取得8場勝仗，球隊此終未能逃過降班的惡運。
再次降落乙組的曼聯經過幾翻努力下，3年後成為乙組亞軍跟隨冠軍李斯特城重返甲組，並於1925/1926年球季打入足總盃四強。1927年，曼聯的會長亨利·戴維斯逝世，他拯救了面臨破產的球會，並自資興建老特拉福德球場。
1926年10月，前曼聯隊長莱尔·希迪治（Lal Hilditch）一度成為球員兼領隊，但他只執教六個月由靴拔·班列（Herbert Bamlett）接替。球隊在1930/31球季創下開季連輸12場，最終該季狂失115球，成為聯賽“包尾”之餘更落後“尾二”的列斯聯多達9分，無奈再次降班。
球隊再次降班，可惜今次未能起死回生，多年在乙組作戰，多次爭取升班但失敗，更甚是開始失去球迷支持，入座紀錄每況愈下，令球會的財政愈見緊絀，30年前球隊面臨破產的情況恐怕會再次出現。終於一位體育記者介紹下，認識商人占士·吉遜（James W. Gibson），他決定注資30,000英磅入球會外，更當上主席一職，並委任史葛·鄧肯（Scott Duncan）為新領隊。球隊雖然得以解決財赤的問題而回復原狀，但仍需要一段時間調整。
1934年，曼聯曾經到達創會以來最低成績，幸好最後一場擊敗米禾爾而一分反壓對手，不至於令球會首次降落丙組。不久史葛·鄧肯因球隊戰績差勁而辭職。儘管背負£70,000債務，曼聯仍於1938年重返甲組比賽。第二次世界大戰爆发后，英格蘭足球聯賽停办，曼聯只有以業餘聯賽隊伍身份參加戰時聯賽。

## 畢士比皇朝（1945年至1969年）
1945年第二次世界大战结束后，蘇格蘭人马特·巴斯比被委任作曼聯領隊，不久曼聯於1946－47年重新投入職業聯賽行列。1948年獲得足總杯冠軍，乃曼聯二戰後首個錦標。由於老特拉福德球场在二戰時已被炸毀，曼聯只能借用同市對手曼城的主場作賽，一直到1949年為止。
至於聯賽冠軍，則要等到1952年才再次取得。身為曼聯領隊的畢士比大力招攬一些年青選手加盟曼聯，並簽下兩名當經驗球員：來自伯明翰的翼鋒約翰·巴里（John Berry）和來自班士利的射手湯米·泰勒（Tommy Taylor）。五十年代時，曼聯的球員平均年齡都在二十二歲左右。同時間曼聯亦正式參與歐洲杯賽賽事，其中一場主場對比利時的安德列治，曼聯大勝十比零，是曼聯在歐洲賽事的最佳成績。

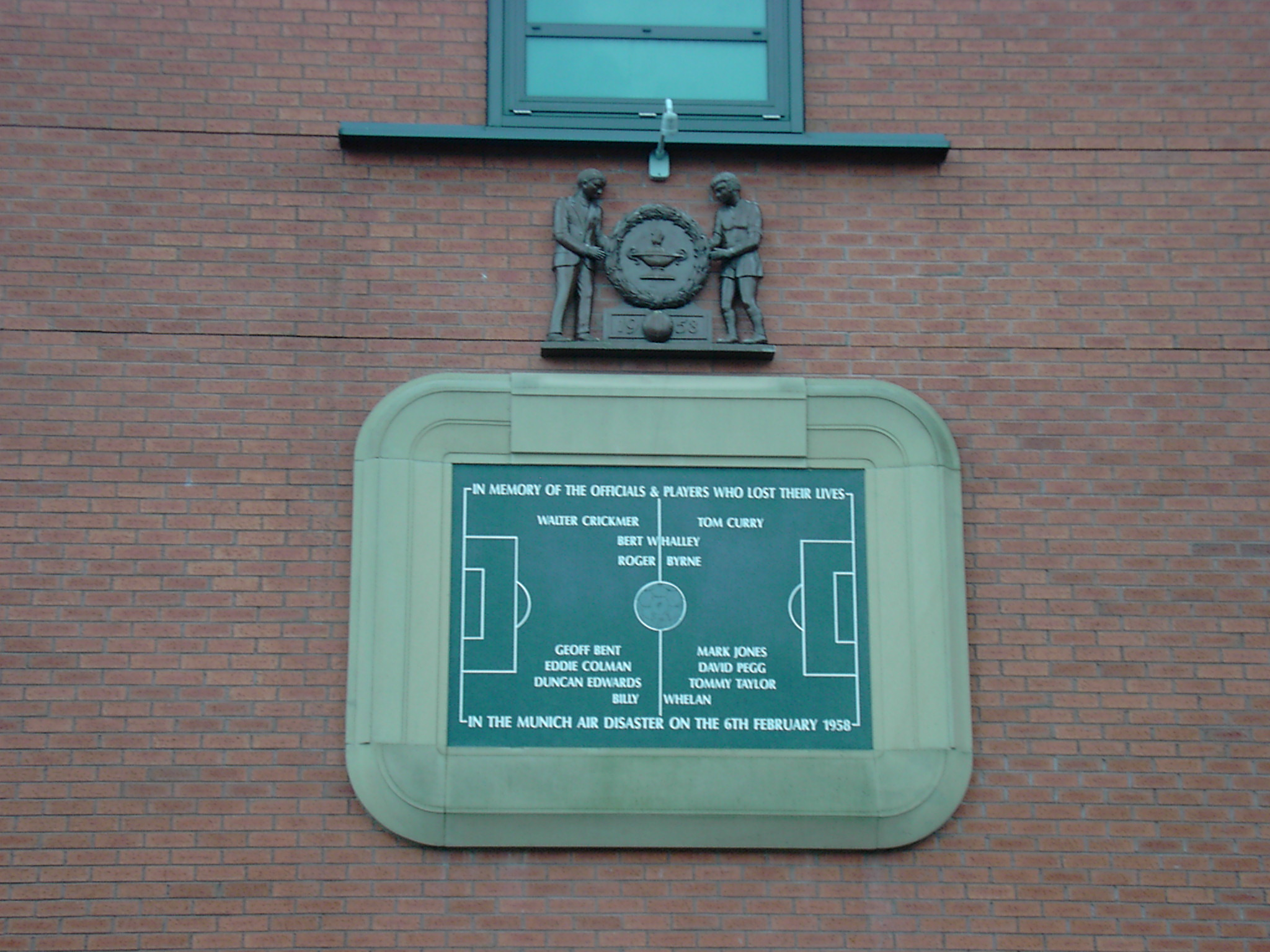
慕尼黑空難紀念碑

1957－58年球季乃曼聯史上最慘痛的一年，該年2月6日曼聯在歐冠作客南斯拉夫貝爾格萊德星隊，回程途中經德國慕尼黑時發生空難，七名曼聯球員喪生，包括湯米·泰勒、邓肯·爱德华兹等“巴斯比宝贝”，而領隊巴斯比和球員約翰·巴里、博比·查尔顿等則嚴重受傷。該屆巴斯比一直都在治療當中，曼聯的成績便急速下滑，聯賽最終都只是排第九。
隨後數年曼聯通過收購球員以重建球隊，在幾年間先後收購了丹尼士·羅（Denis Law），柏特‧克雷蘭特（Pat Crerand）和路爾‧肯特威爾（Noel Cantwell）。而一代名將佐治·貝斯更標誌著曼聯一代皇朝象徵，他在1962－63年以17歲之齡亮相頂級聯賽，並為曼聯取得1964－65年甲組聯賽冠軍。慕尼黑空难的幸存者博比·查尔顿也从所受伤势中恢复，成为曼联王牌前锋，并最终成为球队历史上出场和进球次数最多的球员，他的出场纪录直到2008年才被傑斯打破，进球纪录更是直到2017年才被朗尼打破。
1968年曼聯首次取得欧洲冠军杯，就更加是曼聯最值得自豪的一年。當年曼聯決賽以4-1擊敗葡萄牙的賓菲加奪得冠軍，是首支英格蘭球隊取得這項榮耀。
當曼聯首次取得欧洲冠军杯後翌年，畢士比正式宣佈退休。

## 低潮期（1969年至1986年）
不停在降班及升班（英乙）邊緣掙扎
- 後巴斯比年代

巴斯比爵士宣佈退休後，前曼聯球員及預備隊教練麥吉尼斯獲提升接替畢士比成為領隊。麥吉尼斯出生於曼徹斯特市，在學時期已以隊長身份帶領曼徹斯特市、蘭開郡及英格蘭學童隊出戰，1953年只有十五歲的麥吉尼斯以業餘身份加盟曼聯，翌年轉為職業，1955年代表甲隊出戰狼隊時只有十七歲，1958年因傷沒有隨隊出戰南斯拉夫紅星隊而避過慕尼黑空難，但後來因傷而被退役，當時他只有廿二歲。退役後隨即展開教練生涯，1961年任教曼聯青年軍，進而執教英格蘭青年軍，更協助藍斯訓練1966年世界盃英格蘭隊。
升為主教練後麥吉尼斯並未能為曼聯取得驕人成績，結果1970年他被曼聯解僱，1970－71年球季由已經退休的巴斯比再度帶領曼聯，1971年由法蘭·奧費利爾上任，巴斯比則晉身球隊管理層。不久佐治·貝斯亦因為紀律問題，宣佈退出球壇，時只有二十六歲。於是曼聯的戰績開始下滑，1972－73年球季伊始，曼聯九場聯賽都無法取勝，董事會決定改用汤米·多彻蒂領導曼聯，球隊成績始能穩定下來。
隨後時間曼聯的弱勢似乎仍然持續，1973－74年球季曼聯捲入護級旋渦，在對曼城最後一場聯賽中落敗，終而繼1938年再次降落乙組。此後曼聯長期都在降班邊緣掙扎，除了足總杯外，聯賽可說一無是處，而杜澤提更加在1976－77年球季遭到聯解僱。
朗·艾堅遜（Ron Atkinson）於1981年接掌曼聯以後，他以破英國聯賽最高轉會費紀錄從西布朗簽下白賴仁·笠臣，曼聯的成績才稍為好轉。可惜曼聯仍然長期處於護級邊緣，曼聯於1986年10月以1-4大敗給修咸頓後，朗·艾堅遜便隨即被解僱，改由費格遜接上。

## 費格遜皇朝（1986年至2013年）
蘇格蘭籍領隊費格遜的加盟及90年代由他所一手栽培的年青球員，展開曼聯雄霸英格蘭的輝煌時代。

### 皇朝的序幕
1986年11月6日，曼聯邀請領隊費格遜加入接替被解雇的朗·艾堅遜（Ron Atkinson）。費格遜早前曾帶領的鴨巴甸結束了及格拉斯哥流浪者在蘇格蘭足壇壟斷局面，更於1983年擊敗皇家馬德里奪得欧洲优胜者杯。在蘇格蘭享負盛名的費格遜南下，仍需要一段時間適應及重組球隊，該屆以第11名完成聯賽，接著他在第二季先後收購安達臣(Viv Anderson)，（Brian McClair）及布魯士（Steve Bruce），球隊表現立即有所回升，最終落後利物浦9分獲得聯賽亞軍。1988年5月，曼聯球迷慶祝曾效力巴塞隆拿及拜仁慕尼黑的麥克·曉仕（Mark Hughes）重返球隊。
80年代末曼聯成績仍舊欠佳，費格遜未受歡迎，及後他開始引入由他所培訓的青年球員比賽。1989年買入尼爾·韋伯（Neil Webb），恩斯（Paul Ince），巴里斯達（Gary Pallister）以為可以大大強化中後場的實力，但加盟後韋伯受到傷患困擾，而當時以英國最高轉會費後衛加盟的巴里斯達表現未如理想。結果剛踏入1990年，更於作客1比5大敗於同市球會曼城，最終以失望的第十三名完成球季。幸好足總盃賽事方面有所交代，五年內首次晉身決賽，並以1比0擊敗由前曼聯球員史提夫·郭甫（Steve Coppell）執教的水晶宮第七度桂冠。
不断的挫折失敗磨練着費格遜爵士的堅韌，曼聯在1990年下半年後終於踢出應有水準，在歐洲盃賽冠軍盃意外地先後擊退一眾對手晉身決賽，對手是巴塞隆拿，憑麥克·曉仕獨取2球令球隊自1968年畢樹比年代後再獲得歐洲賽錦標，而聯賽以頗佳的第六名完成，遺憾的是能夠晉身聯賽盃決賽的他們0比1不敵乙組的錫周三。同年曼聯宣佈在倫敦證券交易所上市，當時球會估價約1,800萬英鎊。
1992年曼聯擊敗四屆盟主諾定咸森林贏得上年失落的聯賽盃，而聯賽代替青黃不接的利物浦與列斯聯爭奪聯賽冠軍，可惜最後階段連敗於諾定咸森林、韋斯咸和利物浦，聯賽冠軍終而落在列斯聯。這時球隊天才快翼傑斯以18歲之齡亮相，他同時獲得該年最佳年青球員。
1992年曼聯躋身成為第一屆英格蘭超級聯賽的始創球隊，費格遜在12月以低價從死敵列斯聯收購上屆冠軍成員之一--簡東拿（Eric Cantona），這位法國球員不單為球隊帶來冠軍，而且為曼聯帶來不一樣的精彩。他加盟後令球隊表現有如神助，在該屆下半季聯賽射入9個入球，加上擁有當時剛升上一隊的出色丹麥門將舒米高（Peter Schmeichel）以及一班擁有經驗十足的球員例如巴里斯達（Gary Pallister）、麥克·曉仕（Mark Hughes）、恩斯（Paul Ince）、艾雲（Denis Irwin）及（Brian McClair），最終協助曼聯輕鬆奪得自1967年來首個頂級聯賽冠軍，並吸引新一代的球迷擁戴，也為曼聯這段輝煌的歷史拉開序幕。

### 英倫盟主
經過一個成功球季，費格遜為保持實力，買入不少優質球員及培訓年青球員。球隊代表人物「白賴仁·笠臣」（Bryan Robson）將他穿著的七號球衣交給新一代領軍人物的「簡東拿」。在1993/94年球季曼聯一支獨秀，最後以8分的優勢拋離布力般流浪輕鬆衛冕，並且在足總盃決賽4比0大勝車路士，成為當時英格蘭少有的雙料冠軍，只可惜聯賽盃決賽1比3不敵阿士東維拉未能創造本土三料冠軍。但陣中的靈魂人物簡東拿因為在足總盃決賽時射入兩球，而當選為英格蘭足球先生。而帶領曼聯於60年代進入黃金時期的偉大領隊畢士比於1994年1月20日與世長辭。
1994年暑假，曼聯以375萬鎊由諾定咸森林收購22歲愛爾蘭中場堅尼（Roy Keane），費格遜收購的目的是取代效力多年及剛離隊的白賴仁·笠臣的位置，其後白賴仁·笠臣掛靴離開曼聯加入米杜士堡成為領隊。
雖然簡東拿擁有非凡領導能力，但火爆的脾氣卻大大影響他的輝煌足球生涯，1994年11月19日，一場對水晶宮的比賽因為對手球迷的挑釁以一腳“功夫腳”踢向該球迷，就是因這次衝突而令他判定由1995年1月起停賽八個月。同時間傑斯等主將亦相繼受傷，令曼聯一度陷入低潮，最終聯賽冠軍被布力般流浪取去了。1995-1996賽季開始前，曼聯出售了多名主力球星，包括恩斯（Paul Ince）賣到國際米蘭、馬克·曉士（Mark Hughes）賣到車路士、簡察斯基（Andrei Kanchelskis）賣到愛華頓──合共賺了一千四百萬英鎊。1996年1月時，紐卡斯爾聯隊在英超積分榜領先曼聯多達12分，大有攻入全場唯一入球戰勝利物浦，獲得雙冠王，並成為英格蘭第一支兩次獲得雙冠王的球隊。同賽季曼聯最大的收穫還有多名新秀，像史高斯、大衛·碧咸、加里· 尼維利等開始嶄露頭角，逐漸坐穩隊中主力，為之後長期球隊的成就打下了基礎。
1997年，新加盟的蘇斯克查表現出色，聯賽攻入18球，曼聯再奪聯賽冠軍。但5月份賽季剛剛結束時，28歲的隊長簡東拿突然間宣佈退役，但並未解釋原因，結果引來了不少揣測。曼聯戰績大受簡東拿退役消息影響，1997-1998赛季只以聯賽第二名完成球季，且一個冠軍也撈不到。

### 三冠王和三連冠
第二年曼聯隨即發憤，1998-1999賽季以三料冠軍（英超聯、足總盃和歐聯）完成球季。英超最後一輪中，曼聯2-1逆轉托定咸熱刺，力壓阿仙奴奪得冠軍。在歐洲冠軍聯賽中，曼聯先後力壓巴塞羅那、國際米蘭、祖雲達斯和拜仁慕尼黑等強隊，重新成為歐洲足壇冠軍。其中半決賽主場對陣祖雲達斯，曼聯直到傷停補時才憑借傑斯入球扳平比分1-1；次回合在都靈客場開局以0-2落後，隨後連進三球3-2逆轉勝出。1999年5月26日，是球隊傳奇教練畢樹比爵士誕辰90週年紀念日，曼聯也將在巴塞羅那諾坎普球場進行永載史冊的歐洲冠軍聯賽決賽。曼聯全場0-1落後於拜仁慕尼黑至八十多分鐘，進入三分鐘的傷停補時後，替補出場的兩名前鋒 舒寧咸、蘇斯克查連進兩球，完成世界足壇頂級賽事中最著名的大逆轉之一。
當時曼聯狀態极佳，單在國內聯賽便差不多所有賽事全部勝出，且除車路士外沒有一支球隊沒有被曼聯橫掃。當法國國家隊首席守門員巴夫斯於2000年加盟曼聯後，當時整個歐洲聽到要對賽曼聯時，都聞風喪膽。最經典之作便是在2000－01年球季的聯賽，曼聯以6比1大勝勁敵阿仙奴，又以4比0大勝昔日班霸利物浦，成為一時佳話。1999、2000、2001賽季，曼聯完成英超歷史上第一次的三連冠。

### 後「三冠王」時期（2002年至2005年）
2002－03年球季是曼聯有史以來最差的英超開局，在最後十輪比賽時竟落後榜首阿仙奴5分之多，只是隨後在10場比賽中赢得九場並作客逼和阿森纳，才扭轉形勢獲得冠軍。
2003－04年球季曼聯開始进行重组，将英格兰国家队队长贝克汉姆以2400万英镑賣到西班牙皇家马德里，又将華朗以1400万镑出售给切尔西，並以外借形式让巴夫斯加盟法國馬賽，半季後正式賣斷。這季曼聯在聯賽只能排第三，其中作客以0-1不敵升班馬狼隊，又在作客以0-2不敵實力平庸的朴茨茅斯，都一度使外界震驚。這時曼聯以1200萬英鎊收購基斯坦奴·朗拿度，又以2700萬英鎊买入天材前鋒朗尼，作为建设弗格森时代的第三代阵容的核心球员。其間另一支對手車路士被俄羅斯富豪阿巴莫域治收購，获得巨额资金支持，在英超崛起。同時車路士還從曼聯挖走行政總裁。
而財政上曼聯也进入低潮。當連續八年成為全世界收入最高的球隊後，曼聯終於在2004－05年度被皇家馬德里趕過排名跌落第二位，收入由對上一年的1億7150萬英鎊退減到只有1億6640萬英鎊，而同期皇馬則上升至1億8620萬英鎊，其中超越40%的收入來自商業活動。

### 格雷泽時期（2005-2013）
在2004年末期，已经拥有美国橄榄球NFL坦帕湾海盗队的老板亿万富翁格拉沙的集团公开计划，要收购曼聯全部股份。此出價引起極大的爭議是他的計劃將使曼聯背上千百萬英磅的債務。格雷泽的投資也被認為是欲利用曼聯的名氣獲利，而非一心搞好曼聯。格雷泽集团成为了大股东之一后，在2004年11月趕走三位董事會的理事。2005年5月12日，大股东愛爾蘭賽馬大亨邁格尼爾和麥克麥納斯经过长期接触后，將他們的所有持股以每股3英鎊賣給了格拉沙，使格拉沙持有大多數股份，足壇因此震驚。這立即激起了曼聯球迷發怒抗議 。2005年5月16日格拉沙掌握了超过75%持股，让曼联从伦敦证券交易所下市 。6月28日，格雷泽集团持有了超过98%的股份，可以强制收购剩余所有股份，继而完成对曼联100%的收购计划。此次收购的最直接结果是俱乐部背上了巨额债务，格雷泽用来收购股份的约8亿英镑资金中大约有7亿是向外借得的，并以俱乐部将来的盈利和资产作为抵押。2006年预计曼联的利息支付就高达9000万英镑的天文数字，好在不久后俱乐部与债权方达成新的债务规划，但是第一年利息支付估计仍然有6200万英镑之多。
處於這爭論的陰影下，曼聯在球迷抗議及聯合抵制等威脅中衛冕足總盃，比賽期間即使球場中線視野優良的位置大部份亦是空的。儘管明顯掌控比賽，曼聯非常地不幸在互射十二碼中輸給阿仙奴。該季曼聯亦只能在聯賽得到第三，被外界認為与新近获得俄罗斯亿万富翁投资的車路士脫節。
2005－06年球季表現也不太理想，最令人失望的是十年來第一次歐聯分組賽出局。而在聯賽也強差人意，單在上半季已被榜首車路士拋離達13分。而季中老隊長基恩同意終止合約離隊；首席前锋雲尼斯達萊从英格兰联赛杯决赛后多次出任替补，被疑與費格遜发生矛盾。本來踏入2006年曼聯在奪得聯賽杯冠軍後，創出九連勝紀錄把榜首車路士追至7分，但最終只能得到第二，連續三年失落聯賽冠軍，为英超开始后球队最差成绩。

#### 2006-07赛季
2006/07赛季之前三季曼聯都與聯賽冠軍失之交臂，其中後兩屆都落後於新興對手切尔西。而整個夏天只有從另一支英格蘭球隊熱刺收購英格蘭國腳迈克尔·卡里克，加上球會历史上效率最高的前锋范尼斯特尔鲁伊转会皇家马德里。但是失去主力中锋的曼联反而打出了更加有效的多点进攻，年轻球星罗纳尔多、鲁尼等大为成熟，而上赛季因为眼疾缺阵半年的斯科尔斯和副队长吉格斯等年届三十的老将也重新大放异彩，最終壓倒車路士及阿仙奴重奪失落三年的英超冠軍。歐洲聯賽冠軍盃四分之一决赛，曼联主场7-1狂胜意甲劲旅罗马，打破多项历史高比分纪录，成为攻势足球经典之一。
除了联赛冠军外，本赛季曼联最大的收获是克里斯蒂亚诺·罗纳尔多在效力的第四赛季终于成熟，不但进一步提升其带球突破和控球技术，更加取得了大量的进球。最终罗纳尔多成为历史上第一个一举囊括了PFA最佳球员、PFA最佳青年球员和FWA英格兰足球先生三项个人荣誉的球员，并在年底的两项世界足球先生评选中分获第二和第三名。

#### 2007-08赛季
2006-07赛季结束後，格雷泽家族注資曼联，簽下多位頂級球員迎來新赛季，包括夏格維斯、蘭尼、安德森和泰維斯。新赛季开局时，球队面临鲁尼受伤和罗纳尔多禁赛等因素，第一个月的战绩并不理想，尤其是进攻不力招致批评。但是此后罗纳尔多、鲁尼复出，安德森、特维斯等逐渐融入球队，曼联创下了在连续四场比赛中攻入四球的成绩，而上一次如此犀利的攻击力的出现要追溯到一百年前的1907-08赛季，也是曼联第一次夺得国内联赛冠军的成功赛季。最终曼联更以最多进球、最少失球，卫冕英格兰超级联赛冠军，取得队史第十七个联赛冠军。
本赛季表现最出色的仍然是上赛季开始崛起的克里斯蒂亚诺·罗纳尔多，他作为边路球员，赛季共攻入42球（31个联赛进球），打破了乔治·贝斯特俱乐部边路球员进球的纪录（於3月19日對保頓打破），并囊括了几乎所有个人荣誉，包括蝉联PFA和FWA两个英格兰足球先生、英超最佳射手、欧洲金靴獎、欧洲冠军联赛最佳射手、欧洲足联俱乐部最佳球员等，年底他还获得了欧洲金球奖、世界足球先生两个国际足坛最重量的奖项。锋线搭档鲁尼、特维斯也表现出色，与罗纳尔多形成三叉戟，包揽了曼联70%以上的进球。同时，曼联的防守也达到了近代最高水平，里奥·费迪南德、内马尼亚·维迪奇组成的中卫搭档获得广泛称道，与九十年代初的加利·巴里斯達和斯蒂夫·布鲁斯相媲美。
在欧洲冠军联赛淘汰赛中，曼联以出色的防守连续战胜了里昂、罗马和巴塞罗那，与切尔西争夺有史以来第一个由英格兰俱乐部垄断的欧洲冠军杯，被英国媒体称为“两支英格兰球队历史上最重要的比赛”。2008年5月21日，曼联在决赛中经过120分钟苦战与切尔西1-1不分胜负，但是在之后的互射点球中以6-5取胜，获得了队史第三座欧洲冠军杯奖杯。对于俱乐部来说，在2008年完成联赛、欧洲冠军杯双冠有非凡的意义，因为这是曼联首夺联赛冠军100周年纪念、慕尼黑空难50周年纪念，和首夺欧洲冠军杯40周年纪念。

#### 2008-09賽季
2008/09年赛季，曼联夺得世界冠軍球會盃和英格兰联赛杯，成功卫冕英格兰超级联赛冠军。这个冠军亦是曼联的第18个英格兰顶级联赛冠军，成功追平利物浦的纪录，再次成就英超三连冠。不过曼联在2009年欧洲冠军联赛决赛以0:2不敌巴塞罗那，未能卫冕欧洲冠军杯冠军。

#### 2009-10賽季
2009年夏天，曼联核心中場基斯坦奴·朗拿度以創紀錄的8,000萬英鎊的身價轉會西甲豪門皇家馬德里，隨後另一主力前鋒迪維斯轉投曼城。為了填補两大将离隊的损失，曼联从韋根引进了華倫西亞，又免費獲得迈克尔·欧文。在2009年8月9日举行新賽季第一項錦標的英格兰社区盾比赛中，曼联12碼負於車路士，无缘冠军。曼聯亦連續第14屆參與歐聯賽事，可惜於2010年4月7日歐聯八強賽敗在拜仁腳下出局。拜仁自01年後再次殺入歐聯準決賽，而曼聯出局令英超球隊7年來首次未能在歐聯4強取得任何席位。 聯賽也在最後一輪車路士以八比零大勝韋根之後以一分之差未能衛冕成功，仍然和利物浦共享顶级联赛冠軍纪录。

#### 2010-11賽季
曼聯在本賽季的首要目標是重奪上季失落的聯賽冠軍，賽季前引進了墨西哥前鋒「小豌豆」靴南迪斯。曼聯於2010年8月8日在溫布萊球場以3-1擊敗車路士奪得社區盾冠軍先拔頭籌。曼聯在足總盃的表現亦不俗，可惜於2011年4月16日0-1敗給同市宿敵曼城四強止步。2011年5月14日，曼聯作客伊活公園1-1賽和布力般流浪後提前一輪奪得英格蘭超級聯賽冠軍，以19次頂級聯賽冠軍打破死敵利物浦的舊紀錄。曼聯亦連續第15屆參與歐聯賽事，更四季內三次晉身決賽，可惜於2011年5月28日在溫布萊球場以1-3敗給巴塞隆拿，未能獲得冠軍。

#### 2011-12賽季
2011年夏天，多項因素相加，使一向萬眾觸目的曼聯加陪地備受各方所關注。季前已有多名功勛卓越的老將包括雲達沙、史高斯、加利·尼維利鐵定退役，後防重臣里奧·費迪南、艾夫拿以及中場傑斯俱都步入黃昏，加上隊長維迪傷患隨年漸增，又有夏格維斯、奧沙、布朗等多名戰略要員離隊，球隊大換血已是勢在必行。另一方面，3年內兩度於歐聯決戰敗於巴塞手下，球隊似乎必須在基本戰術大方向上作出調整、甚至改變，以配合上下一致的復仇決心，挑戰地上最強。季前管理層已不斷明言會有大動作，及後亦於轉會期之初便迎來了西班牙天才國門大衛·迪基亞、本土一對年輕國腳菲尔·琼斯和艾殊利·楊格，對於接下來還會出現甚麼樣的收購，各方媒體便作出了極多忖測，無數天王級球星和世界各地年輕天才的名字都紛紛與曼聯牽扯上。但是不久之後，領隊費格遜卻宣佈今夏的收購行動經已結束。
三名新將加上外借回收的小將韋碧克、汤姆·克莱维利與及上季來投的小將史摩寧相繼加盟。這群少年紅魔加上了上季已經表現神勇的朗尼、蘭尼、哈维尔·埃尔南德斯與及脫胎換骨的安達臣，合組成令人期待的正選名單。隨著首輪客戰西布朗時，維迪與費迪南相繼傷出，曼聯年輕的先發陣容正式面世。雖然在首戰中只能驚險地於末段上演絕殺，以2:1僅勝對手，換來各方疑慮。可是這樣的陣容並未使疑慮成真，更迅速地在季初便告著火。次輪聯賽，年輕的曼聯兵不血刃地以3:0輕取近年冒升的熱刺。第三輪，更以8:2的歷史性比分大破宿敵阿仙奴。第四輪，5:0輕取保頓。至聯賽第五輪，曼聯迎來了另一個挑戰，主場迎戰車路士，以3:1勝出。為費格遜執教25年來，最佳聯賽開局。
在一個絕佳開局以後，球隊問題開始暴露，在1:1賽和史篤城一役中場失去主導，雖然緊接以2:0輕取諾域治，但其後再賽和紅軍，年輕的球隊開始使人擔憂。果然其後在迎戰曼城時，中場線完全被擊潰，兩翼亦遭針對性鉗制，結果歷史性地於主場大敗，被同市宿敵以6:1痛擊。喜幸在遭此挫敗後，年輕的球隊並未一沉不起，反而接連三週取勝。然而三場賽事均只能少勝1:0，且對手為愛華頓、新特蘭及史雲斯，實力本被看淡，球隊前景仍難使人釋疑。
2011年12月8日，作客1:2不敵瑞士球隊巴素利，於歐冠盃小組第三名出局。
2012年1月8日，英格蘭足總盃第三圈對陣同城死敵曼城時，曼聯傳奇中場、退休了半季的史高斯宣告復出，暫時解決曼聯中場荒。該場比賽曼聯以3-2擊敗曼城。比賽過後，史高斯宣佈他會為曼聯踢至季尾。
2012年3月15日，於歐霸盃16強總比數3-5不敵西班牙球隊畢爾包出局。
2012年5月13日，與同城死敵曼城競爭至最後一輪聯賽仍未分出勝負，曼聯最後一輪聯賽作客1-0擊敗新特蘭。另一方面曼城主場迎戰昆士柏流浪，昆士柏流浪一度反超前2-1，最後曼城在下半場補時5分鐘內，連入兩球反勝對手，曼聯最終以得失球差不敵曼城宣佈衛冕英超聯賽失敗。

#### 2012-13賽季
2012年夏天，曼聯成功邀請宿敵阿仙奴的前鋒雲佩斯加盟，而這位荷蘭前鋒加盟後也有好表現，先後在對陣利物浦、阿仙奴、車路士和曼城的四場英超大戰中取得進球，再加上「小豌豆」靴南迪斯表現回勇，屢建奇功及絕殺對手，令曼聯早早於聯賽積分榜拋離第二位的曼城10分之多，歐冠方面，分組賽首4場賽事全部勝出，順利取得出線權，但於16強領先下被罰一張爭議性紅牌，最終不敵皇家馬德里，總比數2-3出局。
同年4月1日，於英足盃8強重賽0-1不敵車路士，未能實現雙冠。
2013年4月22日，曼聯確定提前奪得第13座英超冠軍，也是球會史上第20次奪得頂級聯賽冠軍，拋離死敵利物浦的18次冠軍。5月8日，領隊費格遜宣佈於本季球賽結束後退休，結束在曼聯26年間的執教生涯。其接任人為愛華頓領隊莫耶斯，同時，老臣子亦宣佈二度退休，而担任了十年首席执行官的大卫·吉尔也離任。

## 後弗格森時代（2013年-今）
2013年7月1日，莫耶斯履新，正式成為曼聯領隊。教練團隊出現大變動，其中該季退役的曼聯舊將菲臘·尼維利擔任一線隊教練，老臣子傑斯成為曼聯的球員兼教練。而在轉會窗方面，曼聯和眾多球星扯上關係，尤其是中場球員，但最後莫耶斯只簽下愛華頓舊將費蘭尼和20歲烏拉圭小將華利拉，前者更是在轉會限期最後一天才加盟，令莫耶斯的領軍能力備受質疑。在聯賽展開後，莫耶斯帶領的曼聯成績不如人意，先後在主客兩循環被宿敵利物浦及曼城打敗，聯賽排名一直在前五名之外，更在足總盃第三圈出局。2014年1月25日曼聯官方宣布，以破球會紀錄的3710萬英鎊從切尔西引进中場胡安·马塔。4月20日聯賽作客0-2不敵愛華頓，正式宣佈無緣下屆歐冠，同時終止球隊連續十八年參加歐冠的紀錄。最後曼聯在這球季只取得聯賽第七名，是曼聯歷來最差的英超排名，連來季歐霸盃的參賽資格也失落了。4月22日，曼聯宣布解僱莫耶斯，結束其不足10個月的任期，並由傑斯兼任暫代領隊。这个赛季也是曼联英超以来最黑暗的赛季。

#### 2014-2015
2014年5月19日，曼聯宣佈執教荷蘭國家足球隊的路易斯·雲高爾將接替暫代領隊傑斯成為來季新任領隊。而傑斯則被委任為助理領隊。
2014年6月27日，曼聯官方宣佈，正式簽下西班牙中場安德爾·埃雷拉，雙方簽約四年。同日簽下南安普顿左閘，轉會費達到3100萬鎊，他也成為世界身價最高的年輕球員。
2014年7月24日，曼聯以7-0大勝洛杉磯銀河，取得美國之旅開門紅。2014年7月27日，曼聯以3-2力擒羅馬。2014年7月30日，曼聯對陣國際米蘭。經過90分鐘激戰，雙方戰成0-0平手。在12碼大戰中，曼聯的艾殊利楊格、靴南迪斯、卡華利、香川真司和費查均命中，國米則有安東奧利在第四輪射門擊中門楣，最終曼聯以5-3獲勝。2014年8月3日，曼聯以3-1擊敗皇家馬德里。2014年8月4日，曼聯於美國季前賽國際冠軍盃決賽3-1擊敗利物浦奪冠，为新赛季的英超征程取得了绝佳开局。
但曼联於聯賽并未延续季前赛的良好状态，首輪便以1-2不敵史雲斯。2015年3月22日（第30輪聯賽），曼聯續以4-1-4-1陣式作客利物浦，曼聯上半場14分鐘，靠馬達的反擊先開紀錄。利物浦隊長謝拉特在下半場後備上陣，但踢了僅43秒就因為踐踏靴里拉被紅牌趕出場，慘淡結束其最後一場雙紅會。踢多一個的曼聯在59分鐘再由馬達一記精彩的掛射，最終作客以2-1擊敗死敵。2015年5月17日（第37輪聯賽），曼聯該季主場最後一場賽事1-1賽和阿仙奴，5月24日（末輪聯賽），最終曼聯和作客0-0戰和侯城，獲得聯賽殿軍，並取得來季參加歐聯的資格。
聯賽盃派出青年軍之下出閘即脫腳大敗予米爾頓凱恩斯0-4。足總盃8強在主場被阿仙奴以2-1淘汰出局，也是近八年來首次在主場敗給阿仙奴。

#### 2015-2016
季前的轉會市場，曼聯簽入燕豪芬射手迪比、意大利後衛達米安、拜仁慕尼黑中場大將舒韋恩史迪加、法國前鋒小將馬斯亞等七位球員，其中最後者於處子球季表現搶鏡，掃除外界對他以4000萬鎊轉會費（總價值最高可達到6600萬鎊）此20歲以下球員最高身價紀錄加盟的質疑。另外，雲高爾亦從青年軍中提拔拉舒福特等球員。
球季伊始，曼聯於聯賽揭幕戰主場擊敗熱刺取得開門紅，此後表現時好時壞，在列強對決中不處下風，但對戰中下游球隊則失分頗多，最後以第五名完成賽事。2016年4月3日（第31輪联赛），曼联主场1-0擊敗愛華頓，新援一箭定江山，同時為曼联攻入主场第1000個英超联赛入球，是首隊及唯一達至此里程的球隊。
歐聯附加賽兩回合勝出後，曼聯相隔一個球季終於重返分組賽，但兩場作客敗予燕豪芬和禾夫斯堡則令紅魔最終排名小組第三而要轉戰歐霸盃，惟於十六強被利物浦淘汰，終結雲高爾執教生涯多年來面對紅軍不敗的戰績。聯賽表現時好時壞，在列強對決中不處下風，但對戰中下游球隊則失分頗多，最後以第五名完成賽事。聯賽盃於第四圈被米杜士堡淘汰。足總盃則一路殺敵，最後於決賽擊敗水晶宮奪標，創紀錄第12次奪魁之餘，亦奪得自費格遜榮休後的首項重要錦標，來季以足總盃冠軍身份出戰歐霸盃。但一座遲來的冠軍不足以彌補荷蘭人此季大灑金錢擴軍卻未能保住歐聯席位的失誤，兩日後，即5月23日，范加爾終告烏紗不保。
雲高爾在紅魔期間，提拔年青球員方面仍有一定表現，如重用馬斯亞、魯克·梳爾、自家青訓的連加特及提拔拉舒福特上一隊等。但同時，他的執拗個性亦繼續導致與隊內的球星不咬弦，其中最經典的要數與域陀·華迪斯不和而把這位西班牙門將貶到青訓隊和禁止他使用儲物櫃，最終更將其外借。其沉悶且無理的戰術也惹來球迷不滿，如次季曼聯於聯賽只取得四十九個入球，半場時多次出現0-0的比數，繼續重用沒有狀態可言的隊長朗尼和將本來是左閘或防守中場的比連特轉踢中堅位置等。

#### 2016-2017
2016年5月27日，刚刚带队拿到足总杯冠军的雲高爾遭到球队解雇，前切爾西領隊穆里尼奧正式成为球队的主教练。夏季转会窗先后签入四名队员，其中不乏伊巴謙莫域和米希達利恩等世界级球星，更以破紀錄的約九千萬鎊回購保羅·博格巴。
季初，穆里尼奧帶領曼聯擊敗萊斯特城贏得社區盾，接下來聯賽開局取得三連勝。但曼聯在2016年9月先後敗給曼城及屈福特，至10月更以0-4慘敗於切爾西腳下，令曼聯在聯賽處於落後位置。雖然曼聯敗給切爾西後，連續25場聯賽保持不敗，但當中有12場聯賽只是與對手賽和，令曼聯始終無法取得聯賽榜前四名位置。攻力疲弱是曼聯經常賽和對手的主因，曼聯全季聯賽僅攻入54球，入球比當屆聯賽冠軍車路士及亞軍熱刺少超過30球，甚至比聯賽排名第九的般尼茅夫還少。季尾，曼聯為爭取欧霸杯在聯賽留力，並先後敗給阿森納和熱刺，最後只取得聯賽第六名。
杯賽方面，曼聯打入聯賽杯決賽，以3-2戰勝修咸頓，贏得第5個聯賽盃冠軍。但曼聯足總杯半準決賽以0-1不敵車路士，衛冕失敗。
今屆曼聯在歐霸杯先後擊敗聖伊天、羅斯托夫、安德烈治、切爾達等球隊晉級決賽。2017年5月24日，在斯德哥尔摩举行的欧联杯决赛上，曼联以2-0的比分战胜荷兰球队阿贾克斯，队长鲁尼带队捧起队史上第一个欧联杯奖杯，完成歐洲三大盃大滿貫。曼聯亦以歐霸杯冠軍身份取得來屆參加歐聯分組賽的資格。

#### 2017-2018
2017-18賽季曼聯於英超賽場開季即取得八連不敗，在第九輪才以1-2告負於升班馬哈德斯菲爾德。曼聯整季成績出色平穩，僅於第22輪曾跌出前兩名的位置，但因同市宿敵曼城在首二十周聯賽就創下連勝十八場及一場不敗的紀錄，包括作客以2-1擊敗曼聯，使曼城漸拋離其他爭標對手，曼聯爭取聯賽冠軍機會漸趨渺茫。不過在2018年4月7日，曼聯在次循環聯賽作客曼城，該場比賽曼城只要獲勝便可以確保於2017-18英超賽季奪冠。在曼城上半場先入兩球的逆勢下，曼聯硬是靠博格巴梅開二度以及後衛斯莫林的致勝球，以3-2逆轉擊敗曼城，不但報卻首循環一敗之仇，亦阻止死敵在他們眼皮下奪冠。不過曼聯的勝利只能將有大幅度領先優勢的曼城延遲兩周奪冠，曼聯在這賽季終以英超第二作收。

#### 2018-2019
曼聯在英超的首戰憑著普巴第3分鐘的12碼球及魯克·梳爾職業生涯的首個入球，終場就以2-1的擊敗李斯特城，但隨後又以2-3敗給下游球隊白禮頓及0-3敗給熱刺。此後的曼聯雖然偶有佳作，但是在摩連奴落後、保守的戰術之下，球隊一次次的在列強甚至中下游球隊敗下陣來，而更衣室的氣氛更是糟糕，摩連奴和普巴的不和的傳聞被媒體大肆報導。2018年12月18日，曼聯在「雙紅會」以1-3敗給死敵利物浦之後解僱摩連奴。
這個時候曼聯引進了「娃娃臉殺手」蘇斯克查擔任看守領隊。他上任之後，英超聖誕新年快車賽期剛開始，曼聯立刻以5-1大勝卡迪夫城，也是自費格遜王朝後首次於英超單場攻入五球，然後連下哈特斯菲、般尼茅夫、紐卡素三城，接著在足總盃淘汰英冠的雷丁。之後在英超面對首循環曾輸0-3的熱刺。曼聯由拉舒福特首先打進一球，下半場熱刺雖然猛力狂攻，但是迪基亞一次又一次的保住不失，最終以1-0復仇，溫布萊也成為曼聯在英超歷史上攻陷的第51座客場。隨後又以2-1復仇首循環曾爆冷敗陣的白禮頓，蘇斯克查也成功地打破畢士比爵士的紀錄，逹成連勝首六場聯賽，同時並列英超紀錄。足總杯第四圈作客阿仙奴，終場以3-1淘汰對方，成功晉級第五圈，蘇斯克查也取得上任之後的八連勝。
足總杯第五圈作客車路士，終場以2-0淘汰對方，成功晉級八強。不過之後曼聯面臨大幅傷病的危機，一度有九名球員因傷缺陣。在對陣死敵利物浦的雙紅會中單是上半場便有四名球員受傷，拉舒福特甚至需要帶傷完成比賽，得以賽和0-0。蘇斯克查接掌後10場英超的30分裏拿到26分，是英超史上上任後開局成績最佳的領隊。接下來，曼聯以副選及青年軍陣容作客3-1攻破水晶宫，寫下客場8連勝的球會新紀錄（舊紀錄是費格遜王朝的7連勝），盧卡古梅開二度。然後又在先落後的情況下，憑安達斯·彭利拿的首個英超入球扳平1-1，再憑盧卡古梅開二度絕殺，主場3-2反勝南安普顿。單論蘇斯克查接任後的同期成績，曼聯將以5分優勢位列英超榜首，打出一波10勝2和，12場不敗走勢。
但是，接著來的歐聯卻讓他狠狠地吃了一棍悶棍，十六強第一回合作客0-2不敵巴黎聖日耳門。當時連曼聯名宿也認爲「曼聯已經在歐聯完蛋了」，但是曼聯卻在次回合卻出現了曙光。曼聯首先由盧卡古迫搶而來的單刀機會進球，但是祖安貝拿治的進球又把曼聯打進了無底深淵。可是曼聯又一次的爬起來了，首先又是盧卡古，把握巴黎門將保方的罕有失誤，把球送進了球門，2-1，但是曼聯在總比數上仍然處於劣勢。下半場曼聯儘管狂攻對手，但是巴黎的堅固防守令曼聯幾乎無從入手，甚至要不是麥巴比在對著迪基亞單刀的時候滑倒和貝拿治的射門中柱，曼聯一早放棄。然而皇天不負有心人，後備換上的達洛特遠射，射中了對方后衛甘佩比的手上。初時球證沒有表示，但是經過查看VAR以後，改判了十二碼。拉舒福特冷靜罰進，3-1（靠著作客入球優惠）翻身，也是第一支球隊可以在首回合主場負0-2的絕境下作客逆轉出綫，過去106支面對同一情況的球隊無一例外出局。
但是之後的英超卻被阿仙奴復仇，2-0戰勝了正陷疲態的曼聯，足總杯又在八強不敵狼隊。這個時候曼聯卻任命了蘇斯克查為領隊，球隊馬上2-1戰勝屈福特。但是他們又再次1-2敗給狼隊，而之後的歐聯大敵出現了：擁有球王美斯的巴塞羅那。

## 俱乐部历年联赛成绩
| 賽季（联赛）       | 名次 | 场次 | 胜 | 平 | 负 | 进球 | 失球 | 积分 |
| ------------------ | ---- | ---- | -- | -- | -- | ---- | ---- | ---- |
| 1892－93年（甲级） | 第16 | 30   | 6  | 6  | 18 | 50   | 85   | 18   |
| 1893－94年 ↓       | 第16 | 30   | 6  | 2  | 22 | 36   | 72   | 14   |
| 1894－95年（乙级） | 第3  | 30   | 15 | 8  | 7  | 78   | 44   | 38   |
| 1895－96年         | 第6  | 30   | 15 | 3  | 12 | 66   | 57   | 33   |
| 1896－97年         | 第2  | 30   | 17 | 5  | 8  | 56   | 34   | 39   |
| 1897－98年         | 第4  | 30   | 16 | 6  | 8  | 64   | 35   | 38   |
| 1898－99年         | 第4  | 34   | 19 | 5  | 10 | 67   | 43   | 43   |
| 1899－00年         | 第4  | 34   | 20 | 4  | 10 | 63   | 27   | 44   |
| 1900－01年         | 第10 | 34   | 14 | 4  | 16 | 42   | 38   | 32   |
| 1901－02年         | 第15 | 34   | 11 | 6  | 17 | 38   | 53   | 28   |

| 賽季（联赛）        | 名次 | 场次 | 胜 | 平 | 负 | 进球 | 失球 | 积分 | 其它荣誉                   |
| ------------------- | ---- | ---- | -- | -- | -- | ---- | ---- | ---- | -------------------------- |
| 1902－03年（乙级）  | 第5  | 34   | 15 | 8  | 11 | 53   | 38   | 38   |                            |
| 1903－04年          | 第3  | 34   | 20 | 8  | 6  | 65   | 33   | 48   |                            |
| 1904－05年          | 第3  | 34   | 24 | 5  | 5  | 81   | 30   | 53   |                            |
| 1905－06年 ↑        | 第2  | 38   | 28 | 6  | 4  | 90   | 28   | 62   |                            |
| 1906－07年（甲级）  | 第8  | 38   | 17 | 8  | 13 | 53   | 56   | 42   |                            |
| 1907－08年          | 第1  | 38   | 23 | 6  | 9  | 81   | 48   | 52   |                            |
| 1908－09年          | 第13 | 38   | 15 | 7  | 16 | 58   | 68   | 37   | 足总杯                     |
| 1909－10年          | 第5  | 38   | 19 | 7  | 12 | 69   | 61   | 45   |                            |
| 1910－11年          | 第1  | 38   | 22 | 8  | 8  | 72   | 40   | 52   |                            |
| 1911－12年          | 第13 | 38   | 13 | 11 | 14 | 45   | 60   | 37   |                            |
| 1912－13年          | 第4  | 38   | 19 | 8  | 11 | 69   | 43   | 46   |                            |
| 1913－14年          | 第14 | 38   | 15 | 6  | 17 | 52   | 62   | 36   |                            |
| 1914－15年          | 第18 | 38   | 9  | 12 | 17 | 46   | 62   | 30   |                            |
| 1919－20年          | 第12 | 42   | 13 | 14 | 15 | 54   | 50   | 40   |                            |
| 1920－21年          | 第13 | 42   | 15 | 10 | 17 | 64   | 68   | 40   |                            |
| 1921－22年 ↓        | 第22 | 42   | 8  | 12 | 22 | 41   | 73   | 28   |                            |
| 1922－23年（乙级）  | 第4  | 42   | 17 | 14 | 11 | 51   | 36   | 48   |                            |
| 1923－24年          | 第14 | 42   | 13 | 14 | 15 | 52   | 44   | 40   |                            |
| 1924－25年 ↑        | 第2  | 42   | 23 | 11 | 8  | 57   | 23   | 57   |                            |
| 1925－26年（甲级）  | 第9  | 42   | 19 | 6  | 17 | 66   | 73   | 44   |                            |
| 1926－27年          | 第15 | 42   | 13 | 14 | 15 | 52   | 64   | 40   |                            |
| 1927－28年          | 第18 | 42   | 16 | 7  | 19 | 72   | 80   | 39   |                            |
| 1928－29年          | 第12 | 42   | 14 | 13 | 15 | 66   | 76   | 41   |                            |
| 1929－30年          | 第17 | 42   | 15 | 8  | 19 | 67   | 88   | 38   |                            |
| 1930－31年 ↓        | 第22 | 42   | 7  | 8  | 27 | 53   | 115  | 22   |                            |
| 1931－32年（乙级）  | 第12 | 42   | 17 | 8  | 17 | 71   | 72   | 42   |                            |
| 1932－33年          | 第6  | 42   | 15 | 13 | 14 | 71   | 68   | 43   |                            |
| 1933－34年          | 第20 | 42   | 14 | 6  | 22 | 59   | 85   | 34   |                            |
| 1934－35年          | 第5  | 42   | 23 | 4  | 15 | 76   | 55   | 50   |                            |
| 1935－36年 ↑        | 第1  | 42   | 22 | 12 | 8  | 85   | 43   | 56   |                            |
| 1936－37年（甲级）↓ | 第21 | 42   | 10 | 12 | 20 | 55   | 78   | 32   |                            |
| 1937－38年（乙级）↑ | 第2  | 42   | 22 | 9  | 11 | 82   | 50   | 53   |                            |
| 1938－39年（甲级）  | 第14 | 42   | 11 | 16 | 15 | 57   | 65   | 38   |                            |
| 1946－47年          | 第2  | 42   | 22 | 12 | 8  | 95   | 54   | 56   |                            |
| 1947－48年          | 第2  | 42   | 19 | 14 | 9  | 81   | 48   | 52   | 足总杯                     |
| 1948－49年          | 第2  | 42   | 21 | 11 | 10 | 77   | 44   | 53   |                            |
| 1949－50年          | 第4  | 42   | 18 | 14 | 10 | 69   | 44   | 50   |                            |
| 1950－51年          | 第2  | 42   | 24 | 8  | 10 | 74   | 40   | 56   |                            |
| 1951－52年          | 第1  | 42   | 23 | 11 | 8  | 95   | 52   | 57   |                            |
| 1952－53年          | 第8  | 42   | 18 | 10 | 14 | 69   | 72   | 46   |                            |
| 1953－54年          | 第4  | 42   | 18 | 12 | 12 | 73   | 58   | 48   |                            |
| 1954－55年          | 第5  | 42   | 20 | 7  | 15 | 84   | 74   | 47   |                            |
| 1955－56年          | 第1  | 42   | 25 | 10 | 7  | 83   | 51   | 60   |                            |
| 1956－57年          | 第1  | 42   | 28 | 8  | 6  | 103  | 54   | 64   |                            |
| 1957－58年          | 第9  | 42   | 16 | 11 | 15 | 85   | 75   | 43   |                            |
| 1958－59年          | 第2  | 42   | 24 | 7  | 11 | 103  | 66   | 55   |                            |
| 1959－60年          | 第7  | 42   | 19 | 7  | 16 | 102  | 80   | 45   |                            |
| 1960－61年          | 第7  | 42   | 18 | 9  | 15 | 88   | 76   | 45   |                            |
| 1961－62年          | 第15 | 42   | 15 | 9  | 18 | 72   | 75   | 39   |                            |
| 1962－63年          | 第19 | 42   | 12 | 10 | 20 | 67   | 81   | 34   | 足总杯                     |
| 1963－64年          | 第2  | 42   | 23 | 7  | 12 | 90   | 62   | 53   |                            |
| 1964－65年          | 第1  | 42   | 26 | 9  | 7  | 89   | 39   | 61   |                            |
| 1965－66年          | 第4  | 42   | 18 | 15 | 9  | 84   | 59   | 51   |                            |
| 1966－67年          | 第1  | 42   | 24 | 12 | 6  | 84   | 45   | 60   |                            |
| 1967－68年          | 第2  | 42   | 24 | 8  | 10 | 89   | 55   | 56   | 欧洲冠军杯                 |
| 1968－69年          | 第11 | 42   | 15 | 12 | 15 | 57   | 53   | 42   |                            |
| 1969－70年          | 第8  | 42   | 14 | 17 | 11 | 66   | 61   | 45   |                            |
| 1970－71年          | 第8  | 42   | 16 | 11 | 15 | 65   | 66   | 43   |                            |
| 1971－72年          | 第8  | 42   | 19 | 10 | 13 | 69   | 61   | 48   |                            |
| 1972－73年          | 第18 | 42   | 12 | 13 | 17 | 44   | 60   | 37   |                            |
| 1973－74年 ↓        | 第21 | 42   | 10 | 12 | 20 | 38   | 48   | 32   |                            |
| 1974－75年（乙级）↑ | 第1  | 42   | 26 | 9  | 7  | 66   | 30   | 61   |                            |
| 1975－76年（甲级）  | 第3  | 42   | 23 | 10 | 9  | 68   | 42   | 56   |                            |
| 1976－77年          | 第6  | 42   | 18 | 11 | 13 | 71   | 62   | 47   | 足总杯                     |
| 1977－78年          | 第10 | 42   | 16 | 10 | 16 | 67   | 63   | 42   |                            |
| 1978－79年          | 第9  | 42   | 15 | 15 | 12 | 60   | 63   | 45   |                            |
| 1979－80年          | 第2  | 42   | 24 | 10 | 8  | 65   | 35   | 58   |                            |
| 1980－81年          | 第8  | 42   | 15 | 18 | 9  | 51   | 36   | 48   |                            |
| 1981－82年          | 第3  | 42   | 22 | 12 | 8  | 59   | 29   | 78   |                            |
| 1982－83年          | 第3  | 42   | 19 | 13 | 10 | 56   | 38   | 70   | 足总杯                     |
| 1983－84年          | 第4  | 42   | 20 | 14 | 8  | 71   | 41   | 74   |                            |
| 1984－85年          | 第8  | 42   | 22 | 10 | 10 | 77   | 47   | 76   | 足总杯                     |
| 1985－86年          | 第4  | 42   | 22 | 10 | 10 | 70   | 36   | 76   |                            |
| 1986－87年          | 第11 | 42   | 14 | 14 | 14 | 52   | 45   | 56   |                            |
| 1987－88年          | 第2  | 40   | 23 | 12 | 5  | 71   | 38   | 81   |                            |
| 1988－89年          | 第11 | 38   | 13 | 12 | 13 | 45   | 35   | 51   |                            |
| 1989－90年          | 第13 | 38   | 13 | 9  | 16 | 46   | 47   | 48   | 足总杯                     |
| 1990－91年          | 第6  | 38   | 16 | 12 | 10 | 58   | 45   | 59   | 欧洲优胜者杯               |
| 1991－92年          | 第2  | 42   | 21 | 15 | 6  | 63   | 33   | 78   | 欧洲超级杯、联赛杯         |
| 1992－93年（英超）  | 第1  | 42   | 24 | 12 | 6  | 67   | 33   | 84   |                            |
| 1993－94年          | 第1  | 42   | 27 | 11 | 4  | 80   | 38   | 92   | 足总杯                     |
| 1994－95年          | 第2  | 42   | 26 | 10 | 6  | 77   | 28   | 88   |                            |
| 1995－96年          | 第1  | 38   | 25 | 7  | 6  | 73   | 35   | 82   | 足总杯                     |
| 1996－97年          | 第1  | 38   | 21 | 12 | 5  | 76   | 44   | 75   |                            |
| 1997－98年          | 第2  | 38   | 23 | 8  | 7  | 73   | 26   | 77   |                            |
| 1998－99年          | 第1  | 38   | 22 | 13 | 3  | 80   | 37   | 79   | 欧洲冠军联赛、足总杯       |
| 1999－00年          | 第1  | 38   | 28 | 7  | 3  | 97   | 45   | 91   | 洲際杯                     |
| 2000－01年          | 第1  | 38   | 24 | 8  | 6  | 79   | 31   | 80   |                            |
| 2001－02年          | 第3  | 38   | 24 | 5  | 9  | 87   | 45   | 77   |                            |
| 2002－03年          | 第1  | 38   | 25 | 8  | 5  | 74   | 34   | 83   |                            |
| 2003－04年          | 第3  | 38   | 23 | 6  | 9  | 64   | 35   | 75   | 足总杯                     |
| 2004－05年          | 第3  | 38   | 22 | 11 | 5  | 57   | 26   | 77   |                            |
| 2005－06年          | 第2  | 38   | 25 | 8  | 5  | 72   | 34   | 83   | 联赛杯                     |
| 2006－07年          | 第1  | 38   | 28 | 5  | 5  | 83   | 27   | 89   |                            |
| 2007－08年          | 第1  | 38   | 27 | 6  | 5  | 80   | 22   | 87   | 欧洲冠军联赛、俱乐部世界杯 |
| 2008－09年          | 第1  | 38   | 28 | 6  | 4  | 68   | 24   | 90   | 联赛杯                     |
| 2009－10年          | 第2  | 38   | 27 | 4  | 7  | 86   | 28   | 85   | 联赛杯                     |
| 2010－11年          | 第1  | 38   | 23 | 11 | 4  | 78   | 37   | 80   |                            |
| 2011－12年          | 第2  | 38   | 28 | 5  | 5  | 89   | 33   | 89   |                            |
| 2012－13年          | 第1  | 38   | 28 | 5  | 5  | 86   | 43   | 89   |                            |
| 2013－14年          | 第7  | 38   | 19 | 7  | 12 | 64   | 43   | 64   |                            |
| 2014－15年          | 第4  | 38   | 20 | 10 | 8  | 62   | 37   | 70   |                            |
| 2015－16年          | 第5  | 38   | 19 | 9  | 10 | 49   | 35   | 66   | 足總盃                     |
| 2016－17年          | 第6  | 38   | 18 | 15 | 5  | 54   | 29   | 69   | 聯賽盃、歐洲聯賽           |
| 2017－18年          | 第2  | 38   | 25 | 6  | 7  | 68   | 28   | 81   |                            |
| 2018－19年          | 第6  | 38   | 19 | 9  | 10 | 65   | 54   | 66   |                            |
| 2019－20年          | 第3  | 38   | 18 | 12 | 8  | 66   | 36   | 66   |                            |
| 2020－21年          | 第2  | 38   | 21 | 11 | 6  | 73   | 44   | 74   |                            |
| 2021－22年          | 第6  | 38   | 16 | 10 | 12 | 57   | 57   | 58   |                            |
| 2022—23年           | 第3  | 38   | 23 | 6  | 9  | 58   | 43   | 75   | 聯賽盃                     |
| 2023—24年           | 第8  | 38   | 18 | 6  | 14 | 57   | 58   | 60   | 足总杯                     |
| 2024—25年           | 第15 | 38   | 11 | 9  | 18 | 44   | 54   | 42   |                            |

## 外部連結
- 曼聯官方網站 （页面存档备份，存于）
- 曼聯中文官方網站 （页面存档备份，存于）